# Acanthodactylus boskianus
Acanthodactylus boskianus es un reptil de la familia Lacertidae. Está distribuida por el norte de África y Asia Occidental. 

## Descripción
Su longitud varía entre 5 y 8 cm desde la punta de la cabeza hasta la abertura cloacal. El dorso es de color oliváceo y está recorrido por cinco bandas longitudinales más oscuras; la central está bifurcada a la altura del cuello. La superficie ventral es más clara. La parte inferior de la cola de las hembras se vuelve roja durante el cortejo. En los jóvenes, la cola es azul.

## Distribución y hábitat
A. boskianus se encuentra en Arabia Saudita, Argelia, Egipto, Eritrea, Emiratos Árabes Unidos, Etiopía, Irán, Irak, Israel, Jordania, Kuwait, Libia, Malí, Mauritania, Níger, Nigeria, Omán, Sudán, Siria, Turquía meridional y Túnez. Es uno de los lagartos diurnos más comunes en gran parte de su área de distribución y se encuentra en una diversidad de hábitats, incluidas las llanuras costeras y las zonas cultivadas, marismas saladas, oasis y wadis, por lo general en zonas con una cubierta vegetal ligera a moderada sobre sustratos arenosos o de grava.

## Etimología
El nombre específico se puso en honor al naturalista francés Louis Augustin Guillaume Bosc.

## Galería

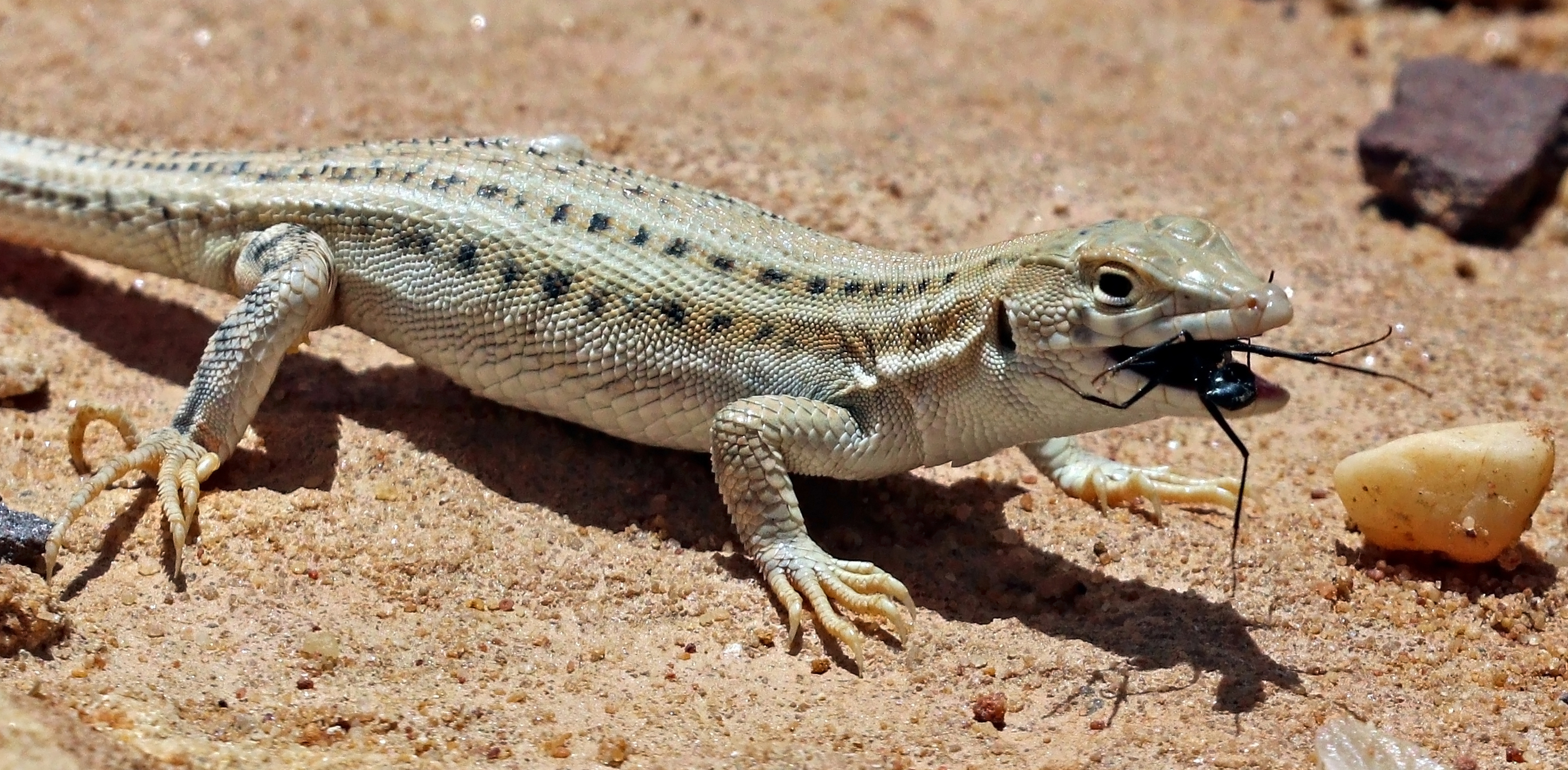
A. boskianus comiéndose un insecto
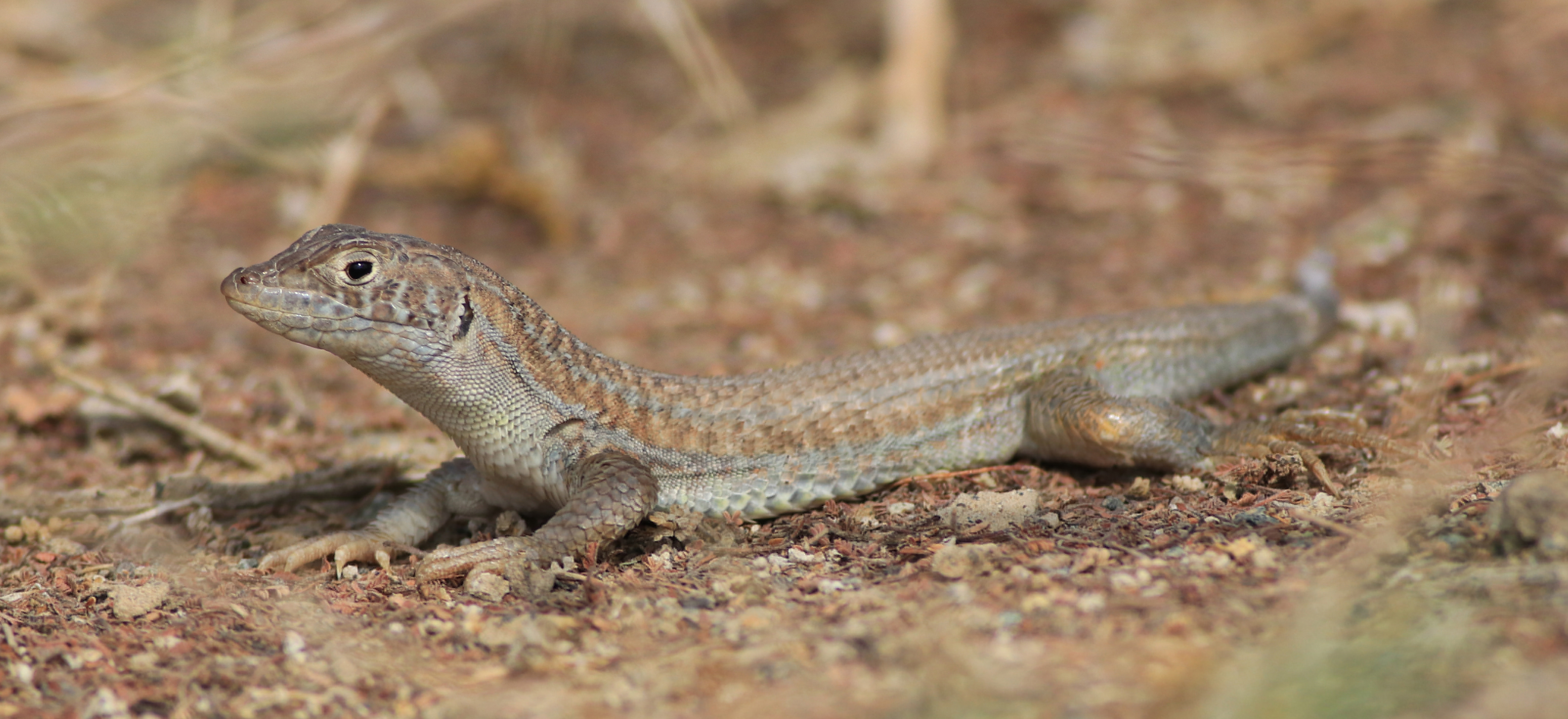
Un macho en Emiratos Árabes Unidos
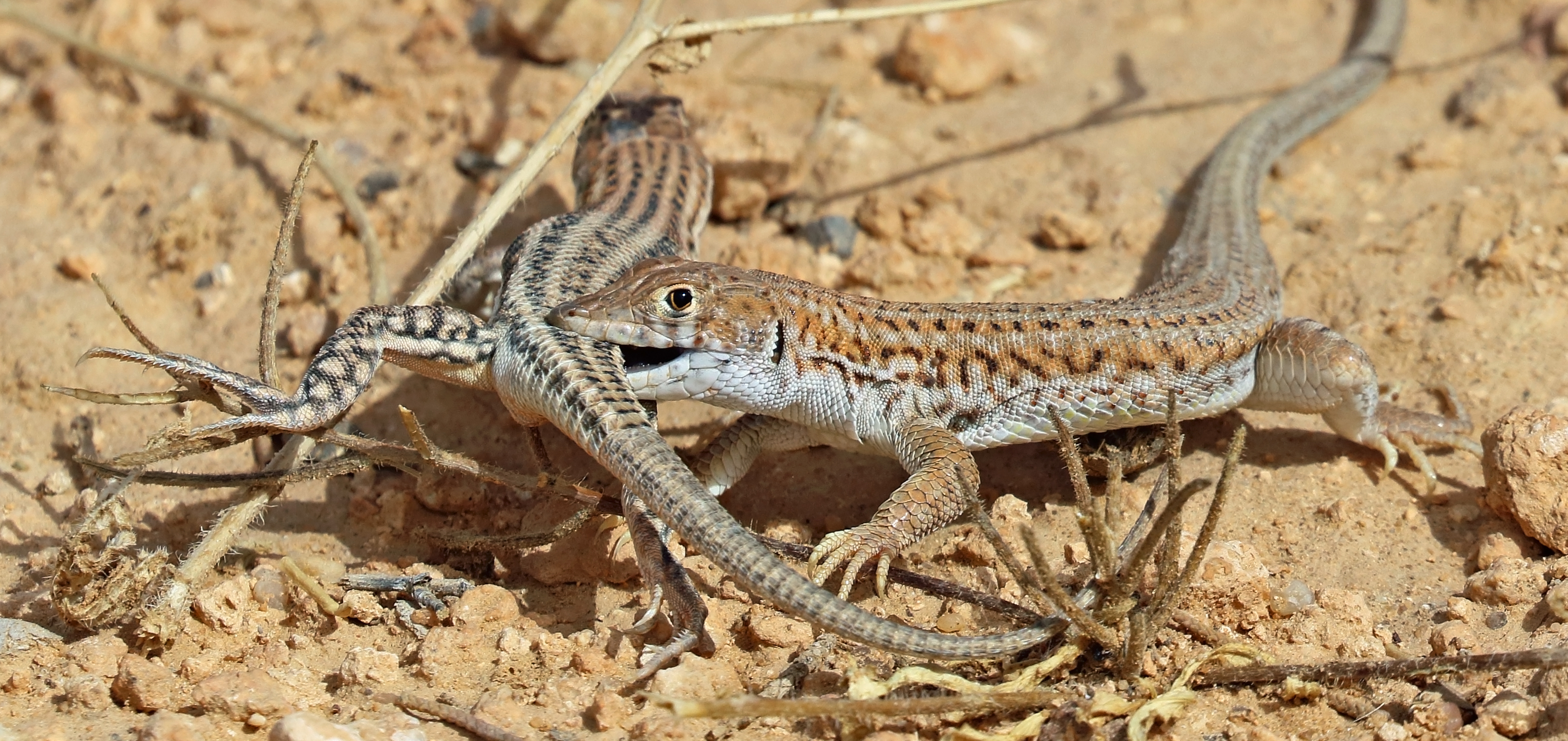
Ritual de cortejo de A. boskianus